# Hemisilurus
Hemisilurus – rodzaj słodkowodnych ryb sumokształtnych z rodziny sumowatych (Siluridae).

## Zasięg występowania
Azja Południowo-Wschodnia: dorzecze Mekongu, Sumatra i Borneo.

## Klasyfikacja
Gatunki zaliczane do tego rodzaju:
- Hemisilurus heterorhynchus
- Hemisilurus mekongensis
- Hemisilurus moolenburghi

Gatunkiem typowym jest Wallago heterorhynchus (H. heterorhynchus).